# Луций Лициний Красс Сципион
Луций Лициний Красс Сципион (лат. Lucius Licinius Crassus Scipio; I век до н. э.) — римский аристократ, приёмный сын видного оратора Луция Лициния Красса.

## Биография
По рождению Красс Сципион принадлежал к патрицианскому роду Корнелиев. Он был сыном Публия Корнелия Сципиона Назики и Лицинии, дочери Луция Лициния Красса — консула 95 года до н. э., самого выдающегося оратора своего времени. Так как у Красса не было сыновей, он усыновил своим завещанием внука, который с момента смерти деда (91 год до н. э.) должен был носить имя Луций Лициний Красс Сципион.
Луций-младший упоминается только в одном источнике — трактате Марка Туллия Цицерона «Брут, или О знаменитых ораторах», действие которого происходит в 46 году до н. э. Участники диалога говорят о том, что Красс Сципион «был очень даровитый человек». Учёные полагают, что этот нобиль либо умер ещё ребёнком, либо просто не стал делать политическую карьеру, несмотря на высокое происхождение.